# Mozilla Composer
Mozilla Kompozer é um Editor HTML construído com a filosofia de Software Livre, open source. Ele é o módulo de desenvolvimento de páginas de Internet do pacote Mozilla distribuído em sua versão 1.0 (predecessor to SeaMonkey). Ele é compatível com Macintosh, Microsoft Windows e Linux.
Composer é baseado no modelo de programação WYSIWYG (What You See Is What You Get). Desta forma a pessoa pode criar um site HTML sem saber programação da mesma forma como se cria um documento simples. O programador também pode visualizar e editar a página acessando o código HTML usando o Composer.
Em 2005 a Mozilla Foundation não mais apoiou o desenvolvimento do Mozilla Composer, focalizando suas ações para o desenvolvimento de outros aplicativos dentre eles o Firefox.
Em Fevereiro de 2004 a Linspire patrocinou o desenvolvimento do Nvu, incorporando diversas novidades a ferramenta dentre elas o CSS.
Daniel Glazman, o líder do desenvolvimento do Nvu, anunciou em 15 de Setembro de 2006 que iria parar de desenvolver o Nvu.
Atualmente a comunidade criou um fork do Mozilla Composer chamando de KompoZer. O KompoZer é uma continuação do NVU com algumas correções de bugs.
SeaMonkey é o aplicativo de desenvolvimento para páginas da Internet sucessor do Mozilla Composer criado pela Mozilla Foundation.